# Thoralf Heimdal
Thoralf Heimdal (17 ottobre 1969) è un ex fondista norvegese.

## Biografia
In Coppa del Mondo debuttò l'8 marzo 2000 a Oslo (9°) e ottenne l'unico podio il 7 marzo 2001 nella medesima località (2°). Non partecipò né a rassegne olimpiche né iridate.

## Palmarès

### Coppa del Mondo
- Miglior piazzamento in classifica generale: 54º nel 2001
- 1 podio (individuale[1]):
  - 1 secondo posto